# Kellereigasse 2 (Heppenheim)

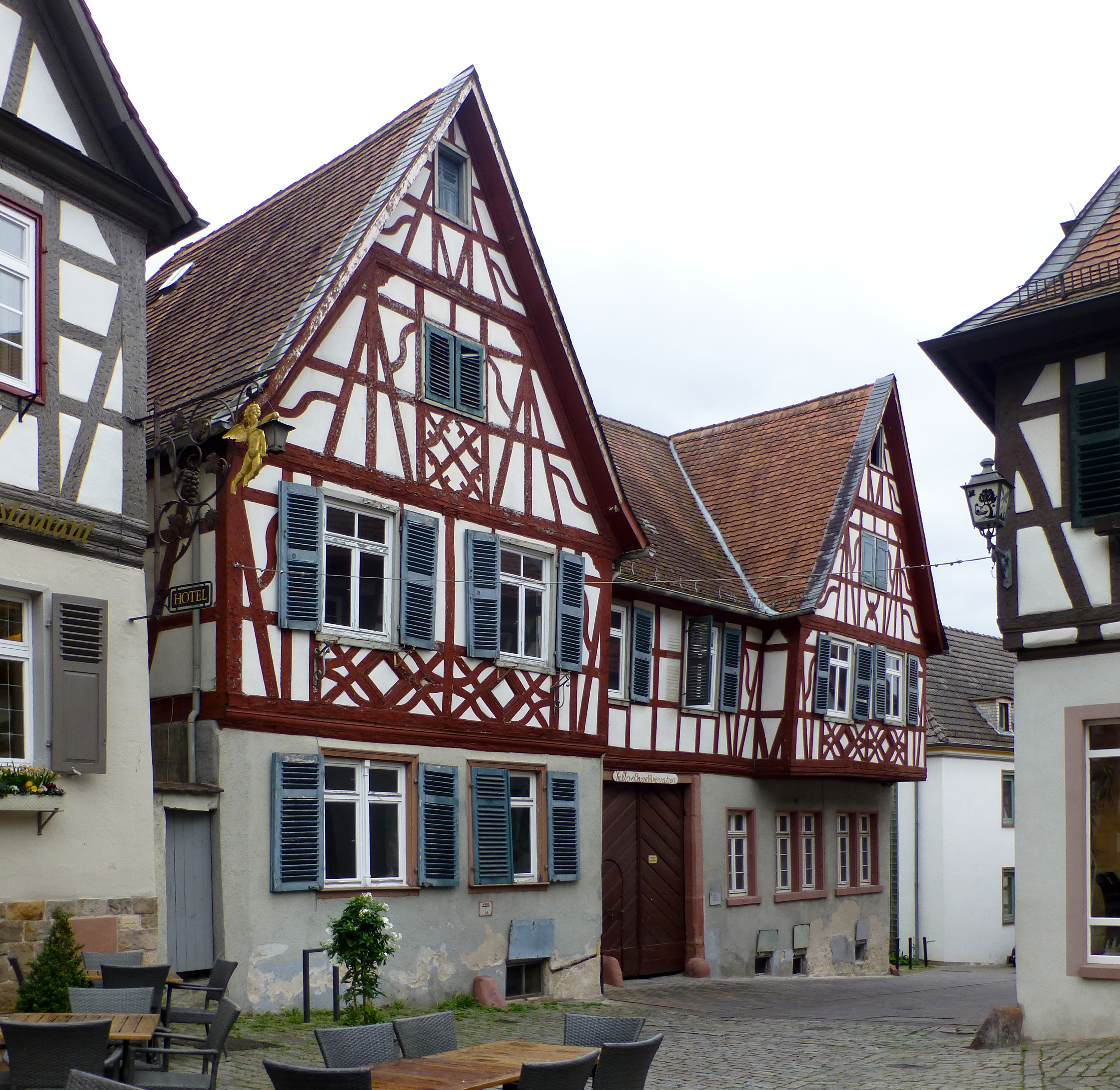
Fachwerkhofanlage Kellereigasse 2

Das Haus Kellereigasse 2 ist eine denkmalgeschützte Fachwerkhofanlage in Heppenheim an der Bergstraße im südlichen Hessen. Sie liegt direkt am Großen Markt, neben dem Hotel-Restaurant Goldener Engel und gegenüber dem Hotel Villa Boddin.

## Architektur
Die zweigeschossige Anlage besteht aus zwei giebelständigen, durch einen Flügel miteinander verbundenen Bauten. Der westliche Teil des Hauses wurde zwischenzeitlich massiv erneuert und auch um rund einen Meter zurückversetzt, weshalb das Obergeschoss vorkragt. Das Erdgeschoss ist verputzt, das Zierfachwerk weist Formen aus der ersten Hälfte des 18. Jahrhunderts auf.

## Geschichte
Die Anlage entstand um 1720, sie wird unter der Nummer 30562 in der Liste der Kulturdenkmäler in Heppenheim geführt.
Ab 2012 stand der Komplex für vier knapp Jahre leer, bevor Sebastian Vettel im September 2016 als Eigentümer übernahm. Ursprünglich hatte er vor, das Haus zu sanieren. Aus ungenannten Gründen wurde das Vorhaben in den folgenden vier Jahren nicht umgesetzt. Vettel veräußerte das Haus dann Ende Februar 2021 an einen Bensheimer Investor.